# Noszlop
Noszlop is een plaats (község) en gemeente in het Hongaarse comitaat Veszprém. Noszlop telt 1110 inwoners (2001).